# Nikon Coolpix 2100

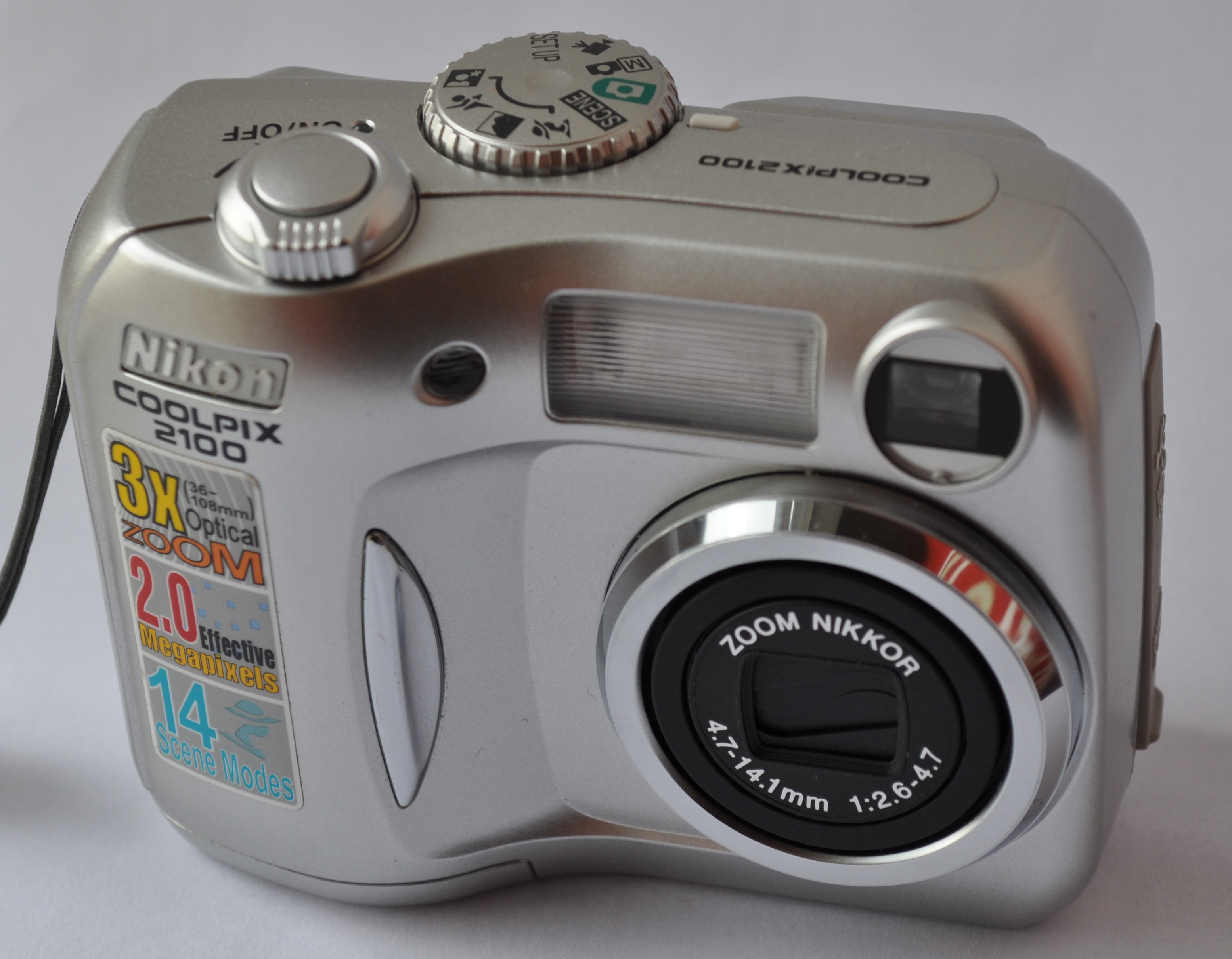
Nikon Coolpix 2100

Le Nikon Coolpix 2100 est un appareil photographique numérique de type compact fabriqué par Nikon de la série de Nikon Coolpix.
Commercialisé en mars 2003 en même temps que le Coolpix 3100, le 2100 est un appareil de dimensions réduites : 8,8 x 6,5 x 3,8 cm.

C'est un appareil d'entrée de gamme pour débuter dans la photographie numérique.

Son boîtier de forme ergonomique lui assure une bonne prise. Il possède une définition de 2 mégapixels et est équipé d'un zoom de 3x.

Sa portée minimum de la mise au point est de 30 cm mais ramenée à 4 cm en mode macro.

Son automatisme gère 14 modes Scène pré-programmés afin de faciliter les prises de vues (coucher de soleil/clair de lune, paysage, portrait, gros plan, musée, fête/intérieur, rétro-éclairage, plage/neige, nocturne, feu d'artifice, paysage de nuit, aube/crépuscule, reproduction, sports).

L’ajustement de l'exposition est automatique et permet également un mode manuel.

La balance des blancs se fait de manière automatique, mais également semi-manuel avec des options pré-réglées (lumière incandescent, tubes fluorescents, trouble, éclair, lumière du jour).

La fonction "BSS" sélectionne, parmi une séquence de dix prises de vues successives, l'image la mieux exposée et l'enregistre automatiquement.

Son flash incorporé a une portée effective de 0,4 à 3 m et dispose de la fonction atténuation des yeux rouges.

Nikon a arrêté sa production en 2006

## Caractéristiques
- Capteur CCD taille 1/3,2 pouce - 2,11 millions de pixels, effective : 2 millions de pixels
- Zoom optique : 3x ; numérique : 2,5x
- Distance focale équivalence 35 mm : 36-108 mm
- Ouverture de l'objectif : F/2,6-F/4,7
- Vitesse d'obturation : 4 à 1/3000 seconde
- Sensibilité : ISO 50 - 200
- Stockage : CompactFlash type I - Pas de mémoire interne
- Définition image maxi : 1600 × 1200 au format JPEG
- Autres définitions : 1024 × 768 et 640 × 480
- Définitions vidéo : 640 × 480 et 320 × 240 à 15 images par seconde au format QuickTime par séquence de 15 s
- Connectique : USB, vidéo composite
- Écran LCD de 1,5 pouce - matrice active TFT de 75 000 pixels
- Batterie rechargeable NiMH type EN-MH1
- Poids : 150 g sans accessoires (batteries-mémoire externe)
- Finition : argent.